# 高木恭造
高木 恭造（たかぎ きょうぞう、1903年（明治36年）10月12日 - 1987年（昭和62年）10月23日）は、日本の方言詩人（津軽弁）、医師。推理作家の高木彬光は恭造の甥にあたる。

## 略歴

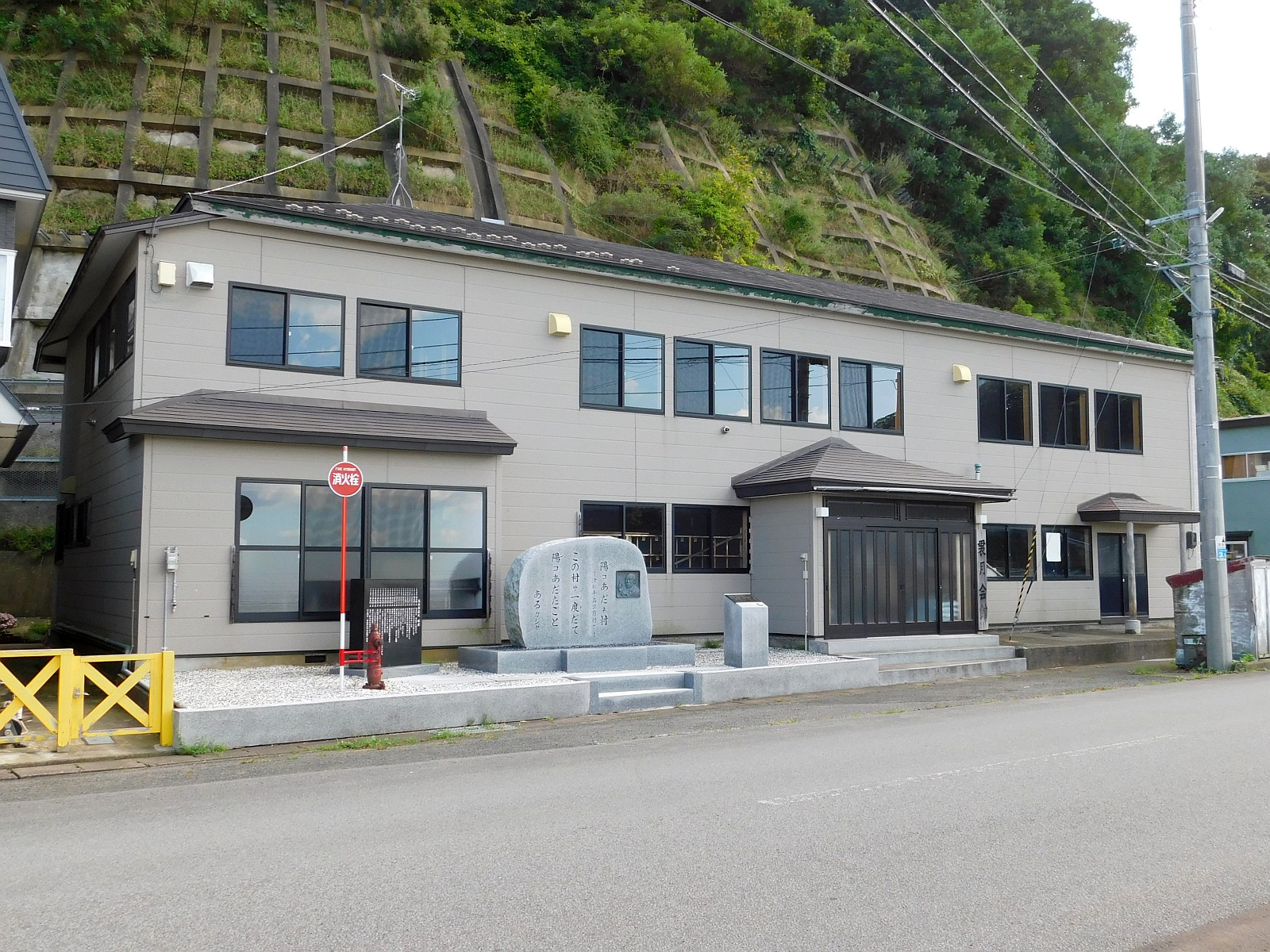
文学碑のある青森県今別町の袰月会館

1903年、青森県青森市に三代続いた開業医の末っ子として生まれた。橋本尋常小学校、青森県立青森中学校を卒業後、一本木村袰月へ代用教員として赴任する。袰月での生活は4ヶ月間ではあったが、後の『まるめろ』のモチーフとなる。高木の没後、当時の教え子たちによって袰月集落を見下ろす高野崎に文学碑が建立されているほか、袰月集落内の国道280号沿いにも文学碑が建立されている。
1926年に弘前高等学校を卒業した後、青森日報社へ入る。もともと東奥日報社への就職するつもりであったが、青森日報の前を通りかかった際に社員募集の張り紙を見て入ると、そのまま採用となった。当時主筆を務めていた詩人・作家の福士幸次郎の助言により方言による詩作に取り組むようになる。
翌1927年に青森日報社を退社して上京、出版社に勤務するも不況で倒産したため満州へ渡る。1933年に満州医科大学医学部卒業。この間、青森時代の文学仲間であった藤田金一によって詩集『まるめろ』が編集され、1931年に出版されている。1946年に満州から引き揚げ、弘前市に眼科医院を開業した。眼科を営む傍ら詩や小説、戯曲などの創作を再開、全国で方言詩の朗読公演を行なうなど精力的に活動した。
代表作『まるめろ』は、ジェイムズ・カーカップと中野道雄による英訳（『冬の月』と改題）で、1968年にカナダの雑誌「マラハット・レビュー」に発表され、1970年には朝日新聞社の英字季刊紙「ジャパン・クォータリー」に英訳版が掲載されるなど、海外でも翻訳された。また自らの朗読ソノシート付き詩集が1967年に刊行されるなど、その朗読と共に作品としても高い評価を得た。

## 影響
津軽弁での優れた詩を多数創作し、高木に魅せられた人物も多く、ローカルタレントの伊奈かっぺいもその一人である。高木の死後、伊奈かっぺいと鹿内博（当時青森市議）らによって、高木の命日である10月23日を「津軽弁の日」に決定した。昭和63年（1988年）の第1回以来、一般公募による津軽弁を用いた文芸作品を披露する模様が人気を博し、現在では年末に青森放送で放送されている。また2012年には「津軽弁の日」25周年を記念し、新青森駅西口緑地に高木の功績を称える碑が建てられている。

## 作品リスト

### 詩集
- 方言詩集「まるめろ」（昭和6年（1931年））
- 「わが鎮魂歌」（昭和10年（1935年））
- 「鴉の裔」（作文社、昭和14年（1939年））
- 方言詩集「まるめろ」（津軽書房、昭和28年（1953年）、棟方志功装丁版）
- 「詩人でない詩人の詩でない詩」（作文社、昭和40年（1965年）12月1日）
- 方言詩集「まるめろ」（津軽書房、昭和42年（1967年）10月15日、作者朗読ソノシート付き）
- 「架空都市」（昭和51年（1976年））
- 方言詩集「雪女（ユギオナゴ）」（津軽書房、昭和51年（1976年）10月20日、作者朗読ソノシート付き）
- 「末期の呪文」（昭和55年（1980年））
- 方言詩集「まるめろ」（津軽書房、1988年5月） ISBN 480660013X

### 小説集
- 「奉天城附近」（昭和17年（1942年））
- 「肉体の図」（昭和23年（1948年））
- 「方言による三つの物語」（津軽書房、昭和40年（1965年）5月1日）
- 「婆々宿」（作文社、昭和42年（1967年）4月15日）
- 「落葉の群れ」（津軽書房、昭和43年（1968年）6月15日）

### エッセイ集
- 「幻の蝶－ある詩人の回想」（昭和49年（1974年））

### 文集
- 「高木恭造詩文集 第1巻」（津軽書房、昭和58年（1983年）10月） ISBN 4806600148
- 「高木恭造詩文集 第2巻」（津軽書房、昭和58年（1983年）11月） ISBN 4806600156
- 「高木恭造詩文集 第3巻」（津軽書房、平成2年（1990年）10月） ISBN 4806600164

### その他
- 詩・文・写真集「津軽」（新潮社、昭和38年（1963年））
- 方言詩＋写真集「津軽残照」（路上社、昭和60年（1985年）1月10日、写真：葛西梧郎） ISBN 4947612134